# Soči (řeka)
Soči (rusky Сочи; adygejsky Шъачэ; abchazsky Шәача) je pětačtyřicet kilometrů dlouhá řeka v Krasnodarském kraji v Rusku, která pramení na jižních svazích hory Bolšaja Čura (Большая Чура) ve Velkém Kavkaze a ústí do Černého moře ve městě Soči.

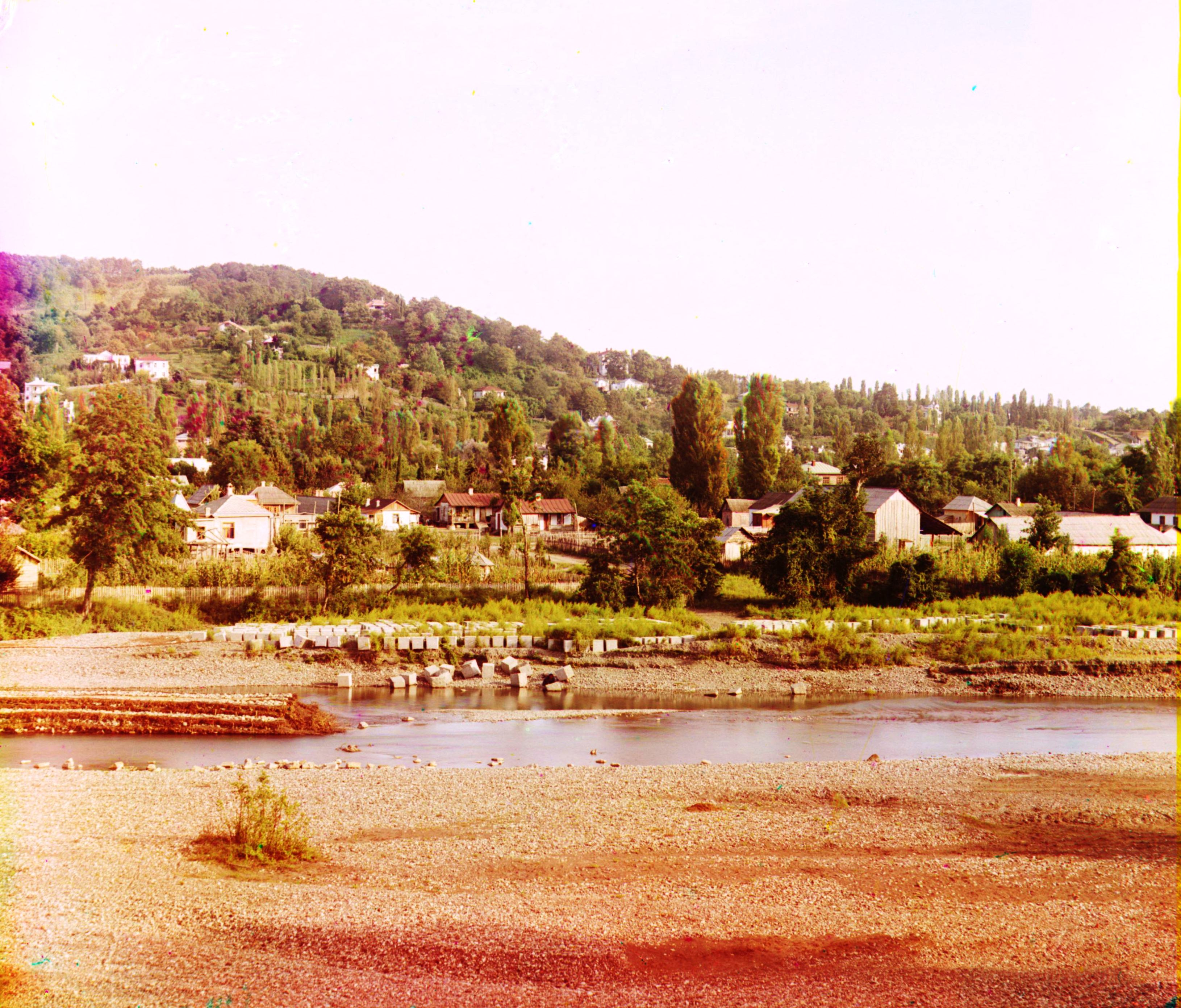
Historická barevná fotografie Soči od Sergeje Prokurdina-Gorského

Přítoky Soči jsou mimo jiné Ac a Agva.